# Гальве (озеро)
Гальве (лит. Galvė) — озеро на сході Литви у Тракайському районі за 2 км на північ від міста Тракай. Є частиною Тракайського історичного національного парку. Колишні назви — Бражола або Трокське озеро.

## Характеристика

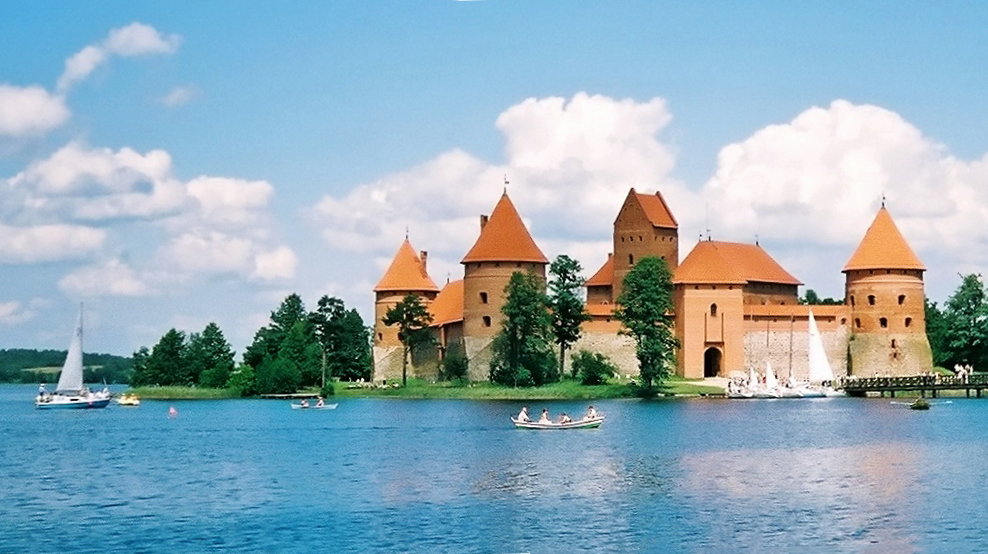
Тракайський замок

Площа озера становить 3,6 км², довжина — 3,2 км, максимальна ширина — 1,75 км, площа водозбору — 74 км². Найбільша глибина (46 м) розташована на сході озера, середня глибина — 13,6 метрів. Довжина берегової лінії — 12 км.

## Острови
Всього на озері 21 острів. На найбільшому острові стоїть знаменитий Тракайський замок. Більшість островів знаходяться в південній частині острова. Загальна площа островів — 14,9 га.

## Пам'ятки
На південному узбережжі розташований Тракайський замок — найбільший зі збережених у Литві старовинних замків. В даний час озеро є популярним туристичним об'єктом. Із замком пов'язано багато легенд та міфів, більшість із них про трагічне кохання. На острові Божничеле є руїни маленької православної церкви.